# 박근혜 정부의 최순실 등 민간인에 의한 국정농단 의혹 사건 규명을 위한 특별검사의 임명 등에 관한 법률
박근혜 정부의 최순실 등 민간인에 의한 국정농단 의혹 사건 규명을 위한 특별검사의 임명 등에 관한 법률은 대한민국의 법률 중 하나이다. 2016년 11월 14일, 더불어민주당, 국민의당, 새누리당(현 국민의힘)이 합의해 11월 17일에 특검법이 국회를 통과했다. '최순실 특검법'이라고 축약해서 부르기도 한다.

## 특별검사
김대중 정부 시절인 2001~2002년에 청와대 민정수석실 사정비서관을 지낸 박영수 변호사가 특별검사로 임명되었다. 특별검사는 고등검사장, 특별검사보는 검사장, 특별수사관은 3급부터 5급 공무원의 보수와 대우를 한다.(특검법 제13조)

## 신분 보장
워터게이트 당시 미국 공화당 리처드 닉슨 대통령이 자신의 범죄증거가 되는 녹음테이프를 발견한 특별검사를 즉시 해고했다. 이 해임으로 더욱 비난이 거세지자 결국 대통령이 하야하게 되었다. 새로운 대선에서 미국 민주당 지미 카터 대선후보는 대통령이 임명한 특별검사를 대통령이 자의적으로 해고할 수 없도록 신분보장 조항의 입법을 대선공약으로 내걸었다. 대통령으로 당선된 후 1978년 상설특검법을 제정했다.
최순실 특검법도 미국 1978년 상설특검법 처럼, 대통령이 임명한 특별검사를, 대통령이 자의적으로 해고할 수 없는 신분보장 조항을 두고 있다.
대통령은 1) 특검법 제4조의 결격사유, 2) 직무수행이 현저히 곤란한 신체적·정신적 질환이 있는 경우, 3) 형사소송법, 검찰청법, 군사법원법, 그 밖의 법령 중 검사의 의무 위반일 경우에만 특별검사를 해임할 수 있다.(특검법 제15조)
그밖에도, 최순실 특검법의 상위법인 헌법에 대통령의 공무원 해임권 조항이 있다. 대통령은 헌법과 법률이 정하는 바에 의하여 공무원을 임면한다.(대한민국 헌법 제78조) 이 조항에 근거해 대통령은 특별검사가 헌법을 위반했다고 판단되는 경우, 해고할 수 있다.
이렇게 헌법과 법률인 최순실 특검법의 해임 관련 조항 이외에는 대통령도 자의적으로 특별검사를 해임할 수 없다.
특별검사와 특별검사보는 탄핵 또는 금고 이상의 형을 선고받지 아니하고는 파면되지 아니한다.(특검법 제16조)

## 수사 대상
최순실 특검법은 최순실 등 대통령 측근들의 부정부패에 관련 14가지를 수사하고, 수사과정에서 인지한 범죄사건도 수사할 것을 규정한다.(특검법 제2조)
따라서, 특검법 제2조 제15호의 수사과정 중에 인지한 사건으로, 대통령에 대한 범죄혐의를 수사할 수 있는가가 문제된다. 박영수 특별검사는 이 조항에 근거해, 대통령에 대한 범죄수사가 가능하다고 법률해석한다.

### 주권면제 특권
그러나 대통령은 주권면제(왕의 면책특권이라고도 한다)를 적용받는 주권자이기 때문에, 일체 수사와 기소가 불가능하다. 이 면책특권은 모든 국가의 국가원수, 연방제 국가인 경우에는 주지사도 보장받는다. 유엔 사무총장도 주권면제를 적용받는 왕(국가원수)으로 인정된다. 면책특권은 대통령 스스로 포기할 수 있다.
2016년 11월 4일 오전 10시 30분, 박근혜 대통령은 청와대에서 발표한 대국민 담화에서 "필요하다면 저 역시 검찰의 조사에 성실하게 임할 각오이며 특별검사에 의한 수사까지도 수용하겠다"고 말했다. 주권면제 특권을 가진 대통령이 수사를 받겠다고 공식 발표를 하는 것은 주권면제 특권을 포기하겠다는 의사표시이며, 일부 포기는 불가능하므로, 체포, 구속, 압수수색, 기소까지도 받겠다는 의미로 법률해석할 수 있다. 또한 특권의 포기는 다시 포기한 후 번복할 수 없다. 따라서, 11월 4일 담화에서 대통령은 검찰과 특별검사의 기소를 받겠다고 의사표시를 한 것으로 볼 수도 있다.
검찰은 대통령의 11월 4일 담화를 근거로, 11월 29일까지 대통령의 대면조사를 요구했지만, 대통령 측 유영하 변호사는 검찰의 대면조사 요구에 응할 수 없다고 밝혔다. 결국 11월 4일의 담화는 주권면제 특권을 포기한 것이 아니라는 의미이다.
워터게이트 당시 미국 공화당 리처드 닉슨 대통령은, 하버드 로스쿨 노동법 교수 출신 아치볼드 콕스 특별검사가 압수수색영장을 가지고 닉슨 대통령에게 도청테이프를 제출하라고 요구하자, 주권면제 특권을 주장하며 법무장관에게 특별검사의 영장을 취소할 것을 명령하라고 지시했고, 이에 콕스 특별검사가 영장 취소를 거부하자, 법무장관에게 항명을 이유로 특별검사 해임을 지시했다. 법무장관이 항명하고 사표를 내자 법무차관에게 해임 지시를 내렸고, 법무차관도 항명하고 사표를 내자, 법무차관보에게 해임 지시를 내려 콕스 특별검사를 대통령의 수사지휘권 불복종, 항명을 이유로 해임했다. 법률적인 문제는 이렇게 정리되었지만, 특별검사 해임으로 정치적인 문제는 오히려 엄청나게 커져서, 결국 닉슨 대통령이 하야를 했다.